# Symplecta (Symplecta) mabelana
Symplecta (Symplecta) mabelana is een tweevleugelige uit de familie steltmuggen (Limoniidae). De soort komt voor in het Palearctisch en Nearctisch gebied.